# Контраши
Контраши су биле разне подржане и финансиране десничарске побуњеничке групе које су биле активне од 1979. до почетка 1990-их у опозицији комунистичким Сандинистима из Националне владе за обнову у Никарагви која је на власт дошла 1979. године након Никарагванске револуције. 
Међу одвојеним контра групама, Никарагванске демократске снаге (ФДН) појавиле су се као највеће до сада. 1987. године су се практично све контра организације, барем номинално, ујединиле у никарагвански отпор.
Током рата против владе Никарагве, Контраши су починили бројна кршења људских права и користили терористичку тактику.  Ове акције су се често систематски спроводиле као део стратегије Контраша. Присталице Контраша покушале су умањити та кршења, посебно Реганова администрација у САД, која се ангажовала у кампањи беле пропаганде како би променила јавно мњење у корист Контраша, док је прикривено подстицала Контраше да нападају цивилне циљеве.
Од ране фазе побуњеници су добијали финансијску и војну подршку владе Сједињених Држава и њихов војни значај је пресудно зависио од тога. Након што је Конгрес забранио америчку подршку, Реганова администрација је прикривено наставила да их финансира. Ове илегалне активности кулминирале су афером данас познатом као Иран-Контра.
Термин „контра“ скраћен је од la contrarrevolución, „контрареволуција“.